# Fischer-esterificering
Fischer-esterificering eller Fischer-Speier-esterificering er en kemisk reaktion, ved hvilken en carboxylsyre og en alkohol reagerer og danner en ester i tilstedeværelse af en syrekatalysator, typisk ved hjælp af tilbagesvaling (reflux). Reaktionen blev beskrevet første gang af de tyske kemikere Emil Fischer og Arthur Speier i 1895. De fleste carboxylsyrer undergår villigt Fischer-esterificering, hvorimod alkoholen helst skal være primær eller sekundær. Tertiære alkoholer undergår let elimination, og fenoler er generelt ikke reaktive nok til at give et brugbart udbytte. Almindeligt anvendte katalysatorer til Fischer-esterificeringer tæller svovlsyre, p-toluensulfonsyre og Lewissyrer som scandium(III)triflat. Til mere værdifulde eller følsomme substrater (f.eks. biomolekyler) anvendes ofte dicyclohexylcarbodiimid. Reaktionen udføres tit med den reagerende alkohol som opløsningsmiddel eller under Dean-Stark-betingelser med et apolært opløsningsmiddel som f.eks. toluen. Reaktionstiden varierer fra en til ti timer ved temperaturer fra 60 til 110 °C.
Direkte acylering af alkoholer med carboxylsyrer er at foretrække frem for acyleringer med syreanhydrider (dårlig atomøkonomi, dvs. mange af atomerne i reaktanterne ender op i biprodukterne) eller med acylklorider (som er følsomme over for fugt). Den primære ulempe ved direkte acylering er, at den kemiske ligevægt er forskudt mod reaktanterne, hvilket må løses ved at bruge et stort overskud af en af reaktanterne (f.eks. kan alkoholen anvendes som opløsningsmiddel) eller ved fjernelse af vand dannet ved reaktionen (f.eks. ved hjælp af Dean-Stark-destillation, vandsugende salte, molekylære sier eller ved at anvende en støkiometrisk mængde syrekatalysator).

## Reaktionsmekanisme
Fischer-esterificering er et eksempel på en nukleofil acylsubstitution. I reaktionen reagerer alkoholens hydroxylgruppe som nukleofil og carboxylsyrens carbonylgruppe (C=O) som elektrofil. Carboxylsyrer er generelt dårlige elektrofiler end estere, og i fortyndede neutrale opløsninger vil de typisk eksistere som deprotoniserede anioner, hvilket gør dem til endnu dårligere elektrofiler. Et andet problem er, at estere typisk undergår spontan hydrolyse i tilstedeværelse af vand, hvilket er medvirkende til, at den kemiske ligevægt for de fleste Fischer-esterificeringer er forskudt mod reaktanterne. Der findes dog måder, hvorpå reaktionen kan gøres mere favorabel.
Reaktionsmekanismen for en Fischer-esterificering involverer flere trin:
1. Overførsel af en hydron fra en syrekatalysator til iltatomet i carboxylsyrens carbonylgruppe gør carbonylgruppen mere elektrofil.
2. Carbonylgruppen angribes derefter af alkoholens nukleofile iltatom.
3. Overførsel af en hydron fra hydroniumionen til et andet alkoholmolekyle fører til dannelsen af det tetraedriske intermediat.
4. Protonisering af en af det tetraedriske intermediats hydroxylgrupper danner en ny hydroniumion.
5. Elimination af vand og efterfølgende deprotonisering giver esteren.

En generel mekanisme for en syrekatalyseret Fischer-esterificering er vist herunder: